# Kráčivý bagr

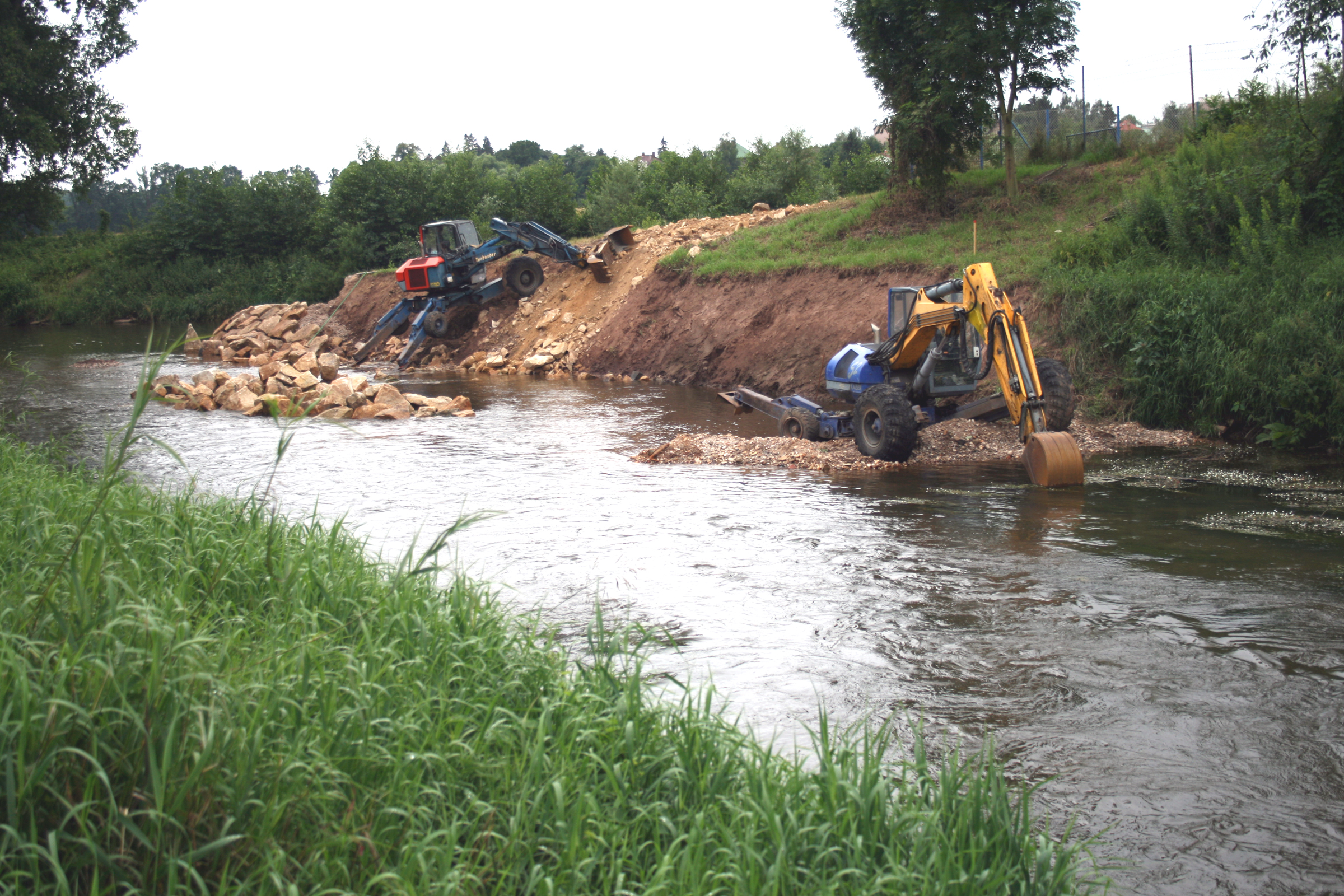
Kráčivý bagr v akci

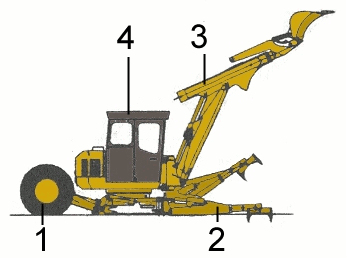
Schema kráčivého bagru

Kráčivý bagr (též „horský bagr“) je zvláštní druh rypadla. Vyznačuje se tím, že podvozek bagru je vybaven čtyřmi hydraulicky ovládanými nohami, přičemž každou nohu je možné ovládat nezávisle. Dvě nohy (někdy všechny čtyři) jsou obvykle vybaveny koly. Vrchní část bagru je otočná, s motorem, kabinou a dvoudílným či trojdílným výložníkem. Rypadlo obvykle bývá vybaveno rotátorem lžíc a přídavnými hydraulickými okruhy pro pohon pracovních nástrojů. Díky tomuto uspořádání je bagr schopen pohybu a práce i v naprosto extrémních svazích, ale i např. v korytech vodních toků. Rovněž je schopen překonávat kolmé stupně, např. nalézt a slézt z nákladního auta či slézt do výkopu či vodního toku.